# Police Quest
Police Quest ist eine Adventure-Reihe der Spielefirma Sierra On-Line. Das erste Spiel wurde von Ex-Polizist Jim Walls gestaltet und kam 1987 für den IBM-PC und dazu kompatible PC-Systeme in einfacher EGA-Grafik und mit Steuerung durch einen Textparser auf den Markt. Ab dem dritten Teil von 1991 wurde stattdessen eine Point-and-Click-Steuerung verwendet. Seit dem 1993 erschienenen vierten Teil Police Quest: Open Season war Daryl F. Gates als Nachfolger von Jim Walls in beratender Funktion tätig. Ebenso zeichnete er auch für weitere Nachfolger sowie die Ableger Police Quest: S.W.A.T. 1 und 2 verantwortlich.
Die Serie kam auch für die Plattformen Apple II, Apple IIgs, Apple Macintosh, Commodore Amiga und Atari ST auf den Markt. Es ist nun auch in den USA und in Großbritannien eine Police-Quest-Collection erhältlich, welche die englischen VGA-Versionen von Police Quest 1, 2, 3 und 4 enthält und mit den Betriebssystemen Windows 98SE/Me/2000/XP kompatibel ist (über Import auch in Europa erhältlich). Seit dem 18. Januar 2010 sind Police Quest 1–4 bei GOG.com erhältlich und wurden gemäß der GOG-Firmenpolitik bearbeitet, um unter Windows Vista und neuer lauffähig zu sein. Auch auf Steam ist die Serie verfügbar. Alle vier Teile können mittels ScummVM auf vielen weiteren Plattformen und Betriebssystemen gespielt werden, darunter Linux, macOS und Windows 10.

## Gameplay
Der Spieler übernimmt die Kontrolle über den Polizisten Sonny Bonds, welcher in den ersten beiden Teilen mit Hilfe der Cursortasten und einem textbasierten Eingabemenü (Parser, d. h. man muss die Befehle auf Englisch selbst eingeben) gesteuert wird. Neben adventuretypischen Rätseln sind auch Routinetätigkeiten, wie das Kontrollieren von Verkehrssündern, zu absolvieren. Der Spielverlauf ist dadurch weniger actionlastig als das Thema vermuten lässt, was neben einem Einsatz als Trainingsutensil für US-Polizisten jedoch auch zu einiger Pressekritik an dem trockenen Spielverlauf führte. Ab Police Quest 3 (und in dem VGA-Remake des ersten Teils) kommt die für Sierra-Adventures typische Maussteuerung mittels Icon-Leiste zum Einsatz. Sonny Bonds wurde in Teil 4 von einem anderen Protagonisten abgelöst, welcher jedoch in keinem weiteren Teil auftauchte.

## Police Quest: In Pursuit of the Death Angel
1987 erschien der erste Teil des Polizeiadventures, In Pursuit of the Death Angel. Sonny Bonds ist Streifenpolizist in der kalifornischen Kleinstadt Lytton. Das Spiel wurde in den 1980er-Jahren von verschiedenen US-amerikanischen Polizeischulen zu Übungszwecken eingesetzt. Die Handlung beginnt mit routinemäßigem Streife fahren, bis der Protagonist zum Rauschgift-Dezernat befördert wird und an der Sprengung eines Händlerrings beteiligt ist. Der dramatische Effekt wird dadurch bestärkt, dass während des Spiels Cathy Cobb, die Tochter von Sonnys Kollegen Jack, an einer Überdosis verstirbt.
Dies war der einzige Teil der Serie, der noch mit der Spiel-Engine Adventure Game Interpreter umgesetzt wurde. 1992 erschien ein Remake mit VGA-Grafik auf Basis des Sierra Creative Interpreters.

## Police Quest 2: The Vengeance
Nachdem Jessie Bains, der Kopf des im ersten Teil gesprengten Rauschgiftrings, der sich selbst Death Angel nannte, verhaftet und zu 97 Jahren Haft verurteilt wurde, bricht er im zweiten Teil aus dem Gefängnis aus, nimmt Sonnys Verlobte Marie Wilkans als Geisel und setzt sich mit ihr nach Steelton, Pennsylvania, ab. Sonny und sein Kollege Keith Robinson reisen in einem Flugzeug hinterher, das von arabischen Terroristen entführt wird. In diesem Teil ist das Spiel sehr zeitkritisch, da es gilt, die Terroristen zu überwältigen und die tickende Bombe zu entschärfen. Nach der Landung muss Marie, die in der Kanalisation von Steelton gefangen gehalten wird, befreit werden. Dabei stirbt Bains, wie zuvor die beiden Terroristen, durch einen finalen Rettungsschuss.
Police Quest 2 war eines der ersten Sierra-Adventures, bei denen der neue Sierra Creative Interpreter zum Einsatz kam. Die Steuerung basierte jedoch weiterhin auf einem Textparser.

## Police Quest 3: The Kindred
In Lytton kommt es zu einer Reihe von Gewaltverbrechen und Morden, wobei auch Marie, die Ehefrau von Hauptcharakter Sonny Bonds, Opfer eines Anschlags wird. Sonny, der inzwischen der Mordkommission angehört, muss den Mörder finden, während seine Ehefrau im komatösen Zustand im Krankenhaus liegt. Der Drahtzieher hat dabei noch eine persönliche Rechnung mit Sonny offen. Es handelt sich nämlich um Michael Bains, den Bruder des Gegners in den ersten beiden Teilen.
In diesem Teil wurden erstmals in der Serie eine Point-and-Click-Steuerung statt eines Textparsers sowie VGA-Grafik in 256 Farben eingesetzt. Unmittelbar nach der Fertigstellung dieses Teils hat Jim Walls, der Ex-Polizist und Erfinder von Police Quest, Sierra On-Line verlassen. Daryl F. Gates, ehemaliger Polizeichef von Los Angeles, übernahm anschließend die Obhut über die Serie. Nach einem weiteren Adventure-Teil – jedoch ohne Sonny Bonds und Lytton – entstanden die SWAT-Teile, welche sich stark vom Gameplay der Urserie entfernten.

## Sonny Bonds
Sonny Bonds ist der Protagonist der ersten drei Teile der Computerspielserie Police Quest aus dem Hause Sierra On-Line. Er ist Polizist in der kalifornischen Kleinstadt Lytton.
Im ersten Teil ist er Streifenpolizist, wird aber im Laufe des Spiels ins Rauschgiftdezernat versetzt und sprengt hier ein Rauschgiftkartell, dessen Chef im zweiten Teil, Sonny ist inzwischen bei der Mordkommission, aus dem Gefängnis ausbricht und Marie Wilkans, die Verlobte Sonnys, als Geisel nimmt und bei der Befreiung durch einen finalen Rettungsschuss stirbt. Im dritten Teil wird Marie, inzwischen mit Sonny verheiratet, Opfer eines rituellen Amokläufers. Während die Ärzte im Krankenhaus um ihr Leben kämpfen, beginnt für Sonny die Suche nach den Tätern.
Der vierte Teil von Police Quest ist der letzte Adventureteil, bevor mit den SWAT-Titeln ein Taktikshooter aus der Reihe wurde. Dieser Teil spielt bereits nicht mehr in Lytton und Sonny Bonds kommt nicht mehr vor. Doch durch die ersten drei Teile erlangte die Reihe eine Berühmtheit, die auch die späteren Folgen nicht mehr wettmachen konnten.
In den SWAT-Titeln der Reihe wurde er nochmals mit kurzen Auftritten bedacht. So ist Sonny Bonds z. B. in SWAT 4 der Officer, der den Spieler durch das Tutorial führt.